# Web Content Accessibility Guidelines
Web Content Accessibility Guidelines (WCAG) – zbiór dokumentów opublikowany przez WAI zawierający zalecenia dotyczące tworzenia dostępnych serwisów internetowych.
W Polsce promocją standardu WCAG 2.0 zajmuje się Forum Dostępnej Cyberprzestrzeni, w skład którego wchodzą m.in. Fundacja Instytut Rozwoju Regionalnego, Fundacja Widzialni, Towarzystwo Pomocy Głuchoniewidomym, Fundacja Aktywizacja, albo Polski Związek Głuchych. Przykładem jest projekt Polska Akademia Dostępności realizowanego wspólnie z Ministerstwem Administracji i Cyfryzacji. Polskie autoryzowane tłumaczenie WCAG 2.1 przygotowała Fundacja Instytut Rozwoju Regionalnego.

## Historia standarduWCAG
Pierwsza wersja standardu (WCAG 1.0) została opublikowana w roku 1999.
Standard WCAG 2.0 został wprowadzony w roku 2008.
15 października 2012 roku wytyczne WCAG w wersji 2.0 zyskały status międzynarodowej normy ISO/IEC 40500:2012.
19 lutego 2014 roku WCAG zostało zaadaptowane w punktach 9, 10 i 11 do europejskiej normy EN 301 549. Norma ta dotyczy wymagań dostępności produktów oraz usług technologii informacyjnych i komunikacyjnych (ICT). Została ustanowiona przez trzy europejskie organizacje normalizacyjne - CEN (Europejski Komitet Normalizacyjny), CENELEC (Europejski Komitet Normalizacyjny Elektrotechniki) i ETSI (Europejski Instytut Norm Telekomunikacyjnych).
W czerwcu 2018 roku pojawiła się aktualizacja standardu do wersji 2.1. Wersja ta odpowiada w szczególności na zmiany w sposobie interakcji ludzi z interfejsami witryn i z urządzeniami mobilnymi. Chodzi m.in. o interakcję dotykową czy głosową. Wszystkie stare kryteria zgodności zostały zachowane, ale opis części z nich został rozwinięty o przykłady i dodatkowe objaśnienia. Skupiono się na osobach niedowidzących oraz z trudnościami poznawczymi. Dodano również 17 nowych kryteriów: 5 z poziomu A, 7 z poziomu AA i 5 z poziomu AAA.
W sierpniu 2018 norma EN 301 549 została uaktualniona do wersji V2.1.2. Najważniejszą zmianą w tej wersji było przyjęcie jako normatywnych zasad WCAG 2.1.  
Wstępna wersja 2.2 (kandydat do wydania) została opublikowana w styczniu 2023. 5 października 2023 wersja 2.2 osiągnęło status rekomendacji. 12 grudnia 2024 wydano drugą wersję rekomendacji standardu.

## Normy prawne

### WCAGw Polsce
Od 2012 roku w Polsce obowiązuje zestaw minimalnych wymagań dla rejestrów publicznych i wymiany informacji w postaci elektronicznej oraz minimalnych wymagań dla systemów teleinformatycznych, który zobowiązuje podmioty realizujące zadania publiczne (czyli m.in. ministerstwa, urzędy wojewódzkie, urzędy miast i gmin, policję, straż, szpitale i wiele innych instytucji) do dostosowania serwisów internetowych do standardu WCAG 2.0. Szczegółowy zakres wymagań dotyczących poziomu dostępności dla poszczególnych kryteriów został sprecyzowany w załączniku 4 do Rozporządzenia. Ostateczny termin zakończenia vacatio legis dla serwisów administracji publicznej, które funkcjonowały w chwili wejścia w życie regulacji, wyznaczono na 30 maja 2015 r.
4 kwietnia 2019 Sejm Rzeczypospolitej Polskiej uchwalił ustawę o dostępności cyfrowej stron internetowych i aplikacji mobilnych, która wdrożyła dyrektywę Parlamentu Europejskiego i Rady (UE)  2016/2102 z dnia 26 października 2016 r. w sprawie dostępności stron internetowych i mobilnych aplikacji organów sektora publicznego (Dz. Urz. UE L 327 z 2 grudnia 2016 r.). Ustawa wprowadziła m.in. możliwość karania podmiotów publicznych za niespełnienie norm WCAG.
W kwietniu 2021 roku Fundacja Instytut Rozwoju Regionalnego opublikowała autoryzowane tłumaczenie WCAG 2.1 na język polski.

### StandardWCAGna świecie
Popularność i uniwersalność zasad standardu WCAG sprawiły, że wiele krajów swoje prawodawstwo dotyczące kwestii dostępności i przeciwdziałania wykluczeniu cyfrowemu oparło właśnie na nich. 
Do tych państw należą, między innymi, Zjednoczone Królestwo Wielkiej Brytanii (Equality Act) czy Australia (Disability Discrimination Act).
W październiku 2016 roku Parlament Europejski przyjął dyrektywę o numerze 2016/2102, która dotyczyła problematyki bliskiej standardowi WCAG 2.0. Według niej witryny internetowe oraz aplikacje mobilne powiązane z organami i podmiotami publicznymi muszą realizować drugi poziom kryteriów dostępności standardu WCAG 2.0 (A i AA). Wyznaczono konkretne terminy realizacji tego zadania. Dla stron, które powstają po wprowadzeniu dyrektywy tą datą jest 23 września 2019 roku. Strony, które istniały przed dyrektywą oraz aplikacje mobilne mają czas do 23 czerwca 2021 roku, aby dokonać niezbędnych zmian i poprawek.

## Kryteria sukcesu i poziomy dostępności
Standard WCAG składa się z czterech głównych grup (zasad):
1. Postrzegalność (ang. Perceivable) – informacje przedstawiane przez witrynę muszą być tak podane, żeby mogły zostać odebrane przez osoby z różnymi ograniczeniami (np. dodanie tekstu alternatywnego do obrazków dla osób niewidomych).
2. Funkcjonalność (ang. Operable) – kontrolki i inne komponenty muszą być dostępne dla osób z różnymi ograniczeniami (np. osoby z ograniczeniami ruchowymi powinny być w stanie korzystać z klawiatury zamiast z myszki).
3. Zrozumiałość (ang. Understandable) – informacje na stronie i jej obsługa powinny być możliwie zrozumiałe dla osób z niej korzystających (np. język witryny powinien być podany, żeby czytnik ekranu mógł odpowiednio odczytać stronę).
4. Solidność (ang. Robust) – struktura i działanie strony powinno spełniać standardy odpowiednie dla zastosowanych technologii, co ma umożliwić długotrwałe funkcjonowanie strony. Czyli z jednej strony jest to np. odpowiednie zakańczanie i zagnieżdżanie tagów tam gdzie standard HTML tego wymaga. Z drugiej dla czytników ekranu ważne jest, żeby np. kontrolki formularzy miały określone stany (np. zaznaczony / niezaznaczony) i odpowiednie role (np. role=checkbox), co jest szczególnie ważne jeśli np. używa się własnych komponentów zamiast używać standardowych elementów (np. <span> zamiast <input type="checkbox">).

W obrębie każdej grupy podane są bardziej szczegółowe wytyczne, będące wskazówkami dla osób projektujących witrynę. Każda wytyczna zawiera mierzalne kryteria, wedle których ocenić można, czy jej założenia zostały zrealizowane. Kryteria te nazywane są kryteriami sukcesu. W tzw. dokumentach towarzyszących (ang. supporting documents) każde kryterium jest szczegółowo omówione.
Każde z kryteriów przyporządkowane jest do jednego z poziomów dostępności. Wyróżniono trzy takie poziomy A (podstawowy), AA oraz AAA (najwyższy). Dla realizacji poziomu AA należy spełnić kryteria tak dla poziomu A, jak i AA. Analogicznie sytuacja wygląda w przypadku poziomu AAA.

## Dokumenty towarzyszące
Oprócz formalnego opisu standardu WCAG publikowane są również dokumenty dodatkowe. Mają one stanowić zarówno pomoc dla twórców, jak i audytorów witryn internetowych. Jako mniej formalne nie mają charakteru wiążącego, ale są omówieniem formalnych kryteriów.
1. Jak spełnić WCAG 2.1 (ang. How to Meet WCAG 2.1) – skrócone, filtrowalne kompendium wiedzy na temat kryteriów WCAG. Zawiera odnośniki do bardziej szczegółowych materiałów opisujących techniki spełnienia wymagań, stron z poradami i przykładami.
2. Zrozumieć WCAG 2.1 (ang. Understanding WCAG 2.1) – szczegółowy opis każdego z kryteriów wraz ze wskazówkami dotyczącymi analizy i implementacji wytycznych.
3. Techniki dla WCAG 2.1 (ang. Techniques for WCAG 2.1) – opis technik używanych do realizacji poszczególnych kryteriów. W szczególności: opis i przykłady użycia różnych atrybutów ARIA(inne języki), przykłady związane ze skryptami JS, oraz porady dotyczące stosowania wybranych stylów CSS.